# Бист
Бист (фр. Bust) насеље је и општина у источној Француској у региону Алзас, у департману Доња Рајна која припада префектури Саверн.
По подацима из 2011. године у општини је живело 448 становника, а густина насељености је износила 66,27 становника/km². Општина се простире на површини од 6,76 km². Налази се на средњој надморској висини од 315 метара (максималној 366 m, а минималној 228 m).

## Демографија
| 1962. | 1968. | 1975. | 1982. | 1990. | 1999. | 2011. |
| ----- | ----- | ----- | ----- | ----- | ----- | ----- |
| 451   | 462   | 463   | 436   | 427   | 415   | 448   |

График промене броја становника у току последњих година